# ネドン区
ネドン区（ネドンく）は中華人民共和国チベット自治区山南市の市轄区。区名はチベット語で「象鼻山の先の前」を意味する。区政府所在地は沢当街道。

## 歴史
元の至正13年（1353年）、パクモドゥパ政権のチャンチュプ・ギェルツェンに設置された乃東宗を前身とする。1960年に温宗と統合されネドン県が成立した。2016年に山南市の設立とともに、市轄区のネドン区に改編された。

## 行政区画
3街道、1鎮、5郷を管轄：
- 街道：沢当街道、ネドン（乃東）街道、結莎街道
- 鎮：昌珠鎮
- 郷：亜堆郷、索珠郷、多頗章郷、頗章郷、結巴郷

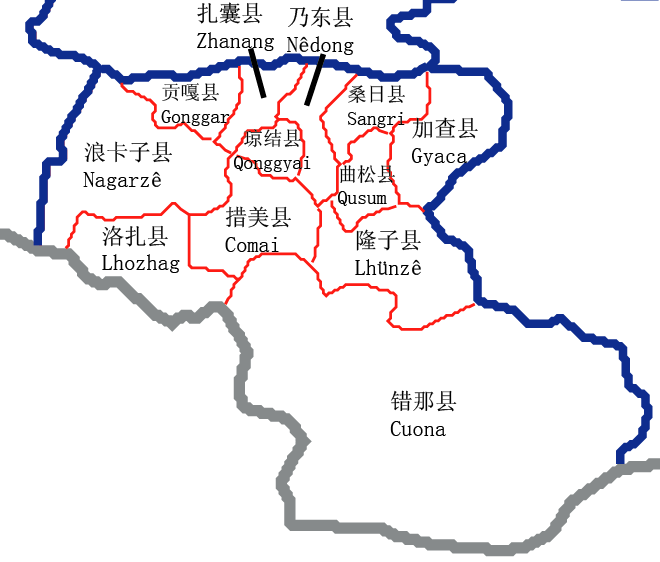
山南市の行政区分

## 交通

### 鉄道
- 中国国家鉄路集団
  - ラサ・ニンティ鉄道

### 道路
- 高速道路
  -  曲乃高速道路（中国語版）